# シャノン郡 (ミズーリ州)
シャノン郡（シャノンぐん、英: Shannon County）は、アメリカ合衆国ミズーリ州の南部に位置する郡である。面積では州内第2位の郡である。2010年国勢調査での人口は8,441人であり、2000年の8,324人から1.4％増加した。郡庁所在地はエミネンス市（人口600人）であり、同郡で人口最大の都市はウィノナ市（人口1,335人）である。シャノン郡は1841年1月29日に組織化され、郡名はルイス・クラーク探検隊隊員だったジョージ・F・"ペグレグ"・シャノンに因んで名付けられた。
ミズーリ州で最初の銅鉱山が1846年にシャノン郡で開かれた。第二次世界大戦中、州内唯一のマンガン鉱山があった。
シャノン郡は2000年国勢調査で、一人当たり収入では全米78位、世帯当たり収入の中央値では全米第46位の貧しい郡であり、州内では最も貧しい郡になっていた。
郡内にエミネンス高校があり、その運動部レディ・レッドウィングスは2011年から2012年の学校年で、バスケットボールとバレーボールのクラス1州チャンピオンを獲得した。

## 地理
アメリカ合衆国国勢調査局に拠れば、郡域全面積は1,003.99平方マイル (2,600.3 km2)であり、このうち陸地1,003.83平方マイル (2,599.9 km2)、水域は0.15平方マイル (0.39 km2)で水域率は0.01％である。

### 主要高規格道路
- アメリカ国道60号線
- ミズーリ州道19号線
- ミズーリ州道99号線
- ミズーリ州道106号線

### 隣接する郡
- デント郡 - 北
- レイノルズ郡 - 東
- カーター郡 - 南東
- オレゴン郡 - 南
- ハウェル郡 - 南西
- テキサス郡 - 西

### 国立保護地域
- マーク・トウェイン国立の森（部分）
- オザーク国立景観河川路（部分）

## 人口動態
以下は2000年の国勢調査による人口統計データである。
| 基礎データ - 人口: 8,324人 - 世帯数: 3,319 世帯 - 家族数: 2,356 家族 - 人口密度: 3人/km2（8人/mi2） - 住居数: 3,862軒 - 住居密度: 1軒/km2（4軒/mi2） 人種別人口構成 - 白人: 95.05% - アフリカン・アメリカン: 0.17% - ネイティブ・アメリカン: 1.83% - アジア人: 0.05% - 太平洋諸島系: 0.02% - その他の人種: 0.19% - 混血: 2.69% - ヒスパニック・ラテン系: 0.93% 先祖による構成 - アメリカ人：38.3％ - アイルランド系：13.4％ - ドイツ系：11.8％ - イギリス系：9.7％ 年齢別人口構成 - 18歳未満: 26.4% - 18-24歳: 7.2% - 25-44歳: 26.1% - 45-64歳: 25.3% - 65歳以上: 15.0% - 年齢の中央値: 39歳 - 性比（女性100人あたり男性の人口） - 総人口: 95.3 - 18歳以上: 92.6 | 世帯と家族（対世帯数） - 18歳未満の子供がいる: 32.5% - 結婚・同居している夫婦: 58.8% - 未婚・離婚・死別女性が世帯主: 8.2% - 非家族世帯: 29.0% - 単身世帯: 25.8% - 65歳以上の老人1人暮らし: 12.6% - 平均構成人数 - 世帯: 2.49人 - 家族: 2.97人 収入と家計 - 収入の中央値 - 世帯: 24,835米ドル - 家族: 30,102米ドル - 性別 - 男性: 21,917米ドル - 女性: 16,024米ドル - 人口1人あたり収入: 13,127米ドル - 貧困線以下 - 対人口: 26.9% - 対家族数: 21.0% - 18歳未満: 35.1% - 65歳以上: 20.2% |

## 教育
シャノン郡の25歳以上の住民のうち、67.6％は高校卒以上の学歴を持ち、7.6％は学士以上の学位を持っている。

## 宗教
2000年宗教データアーカイブ協会郡別信徒報告書に拠れば、シャノン郡は福音主義プロテスタントが最多数を占めるバイブル・ベルトにある。最も多い会派は南部バプテスト連盟の56.22％、続いてメソジストの12.03％、チャーチズ・オブ・クライストの10.84％である。

## 都市と町
| - エイカーズ - アレースプリング - バーチツリー | - エミネンス - 郡庁所在地 - インク - ミッドリッジ | - モンティア - サマーズビル - テレシタ | - ティンバー - ウィノナ |

## 政治

### 地方
シャノン郡の地方レベルでは民主党が大半の政治を支配しており、郡の選挙で選ばれる役職を3人以外は独占している。

#### 国政
大統領選挙のレベルではかなり独立色の強い郡である。2000年と2004年の大統領選挙では、ジョージ・W・ブッシュがシャノン郡を制したが、他の田園部郡に比べて僅差の戦いだった。1992年と1996年ははビル・クリントンが制した。2008年の選挙では、州内の田園部にある郡と同様、バラク・オバマよりジョン・マケインを選んだ。ただしその票差は他の田園部郡に比べて差が小さかった。
シャノン郡は州南東部の田園部にある郡と同様、社会的にまた文化的に保守的であり、それが共和党支持の傾向に強く影響している。2004年の州民投票では、結婚を男と女の結合として定義する州憲法改正案をシャノン郡は85.64％という圧倒的多数で賛成した。州全体でも71％の賛成で可決し、ミズーリ州は同性結婚を禁止する最初の州になった。2006年の州民投票では、胚性幹細胞の研究を予算化し、合法化する憲法改正案が掛けられたが、シャノン郡では55.87％が反対した。州全体では51%の賛成と辛うじて改正が成立し、胚性幹細胞の研究を最初に認めた州の1つになった。郡民は伝統的に社会問題に保守的であるが、最低賃金の増加のような人民主義的施策は支持する傾向にある。やはり2006年の州民投票で最低賃金を時間あたり6.50ドルに増やす命題については、シャノン郡では74.62％が支持した。この命題は州内のどの郡でも支持され、75.94％が賛成した。

#### 2008年大統領予備選挙
2008年の大統領予備選挙で、シャノン郡は二大政党の候補者をどちらも州全体と全国で二位に終わった者を選んだ。民主党の予備選挙ではヒラリー・クリントンが1位となり、さらに共和党予備選挙で投じられた総票数よりも多かった。